# 中土佐町立大野見中学校
中土佐町立大野見中学校（なかとさちょうりつ おおのみちゅうがっこう）は、高知県高岡郡中土佐町にある公立中学校。
始業合図以外の合図はせずノーチャイムですべての教育活動を行っている。 

## 沿革
- 1947年4月1日 - 大野見村立大野見中学校として設立認可
- 1948年4月1日 - 大野見村立第一中学校と大野見村立第二中学校に分離
- 1987年4月1日 - 高知県高岡郡大野見村立大野見中学校開校
- 2006年1月1日 - 町村合併により中土佐町立大野見中学校に校名変更

## 校歌
作曲：真鍋伝一
作詞：森岡忠良

## 所在地
〒789-1401　高知県高岡郡中土佐町大野見吉野9-1